# Буторай
Буторай (словен. Butoraj) — поселення в общині Чрномель, Південно-Східна Словенія, Словенія. Висота над рівнем моря: 193,8 м.